# Morti nel 2008/Marzo
| Questa pagina contiene informazioni ricavate automaticamente dalle voci biografiche con l'ausilio del template Bio e di un bot. L'aggiornamento è periodico e automatico e ricostruisce completamente la pagina. Se manca una persona in questa lista, sei pregato di non aggiungerla, ma accertati piuttosto che la sua voce biografica contenga il template Bio e che i dati anagrafici siano correttamente compilati. Se il template Bio manca, inseriscilo tu stesso o, in alternativa, metti l'avviso {{tmp\|Bio}} che ne segnala la mancanza. Se i dati riportati sono sbagliati, correggi direttamente la voce biografica; le modifiche saranno visibili in questa lista entro pochi giorni. Per chiarimenti vedi il progetto biografie. La lista contiene solo le 150 persone che sono citate nell'enciclopedia e per le quali è stato implementato correttamente il template Bio. Pagina aggiornata al 10 lug 2025. |

- 1º marzo - Antonio Balletto, religioso italiano (n. 1930)
- 1º marzo - Raúl Reyes, politico e guerrigliero colombiano (n. 1948)
- 2 marzo - Jeff Healey, chitarrista canadese (n. 1966)
- 2 marzo - Francesco Pescador, fumettista e illustratore italiano (n. 1914)
- 2 marzo - Paul Raymond, imprenditore e editore inglese (n. 1925)
- 2 marzo - Frederick Seitz, fisico statunitense (n. 1911)
- 2 marzo - Sofiko Čiaureli, attrice georgiana (n. 1939)
- 3 marzo - Bertil Albertsson, mezzofondista svedese (n. 1921)
- 3 marzo - Giuseppe Di Stefano, tenore italiano (n. 1921)
- 3 marzo - Maria Gabriela Llansol, scrittrice e traduttrice portoghese (n. 1931)
- 3 marzo - Alfonso Ottaviani, pentatleta italiano (n. 1937)
- 3 marzo - Annemarie Renger, politica tedesca (n. 1919)
- 3 marzo - Norman Smith, produttore discografico e batterista britannico (n. 1923)
- 3 marzo - František Stibitz, cestista, pallavolista e dirigente sportivo cecoslovacco (n. 1917)
- 3 marzo - Alberto Tognoli, matematico italiano (n. 1937)
- 4 marzo - Bernard Antoinette, calciatore francese (n. 1914)
- 4 marzo - Erwin Ballabio, calciatore e allenatore di calcio svizzero (n. 1918)
- 4 marzo - Gary Gygax, autore di giochi e scrittore statunitense (n. 1938)
- 4 marzo - Oscar Gómez Sánchez, calciatore peruviano (n. 1934)
- 4 marzo - Enrico Job, artista, scenografo e scrittore italiano (n. 1934)
- 4 marzo - Tina Lagostena Bassi, avvocata e politica italiana (n. 1926)
- 4 marzo - Leonard Rosenman, compositore statunitense (n. 1924)
- 5 marzo - Richard Gottinger, calciatore tedesco (n. 1926)
- 5 marzo - Elfriede Kaun, altista tedesca (n. 1914)
- 5 marzo - Gastone Mojaisky Perrelli, arcivescovo cattolico italiano (n. 1914)
- 5 marzo - Joseph Weizenbaum, informatico tedesco (n. 1923)
- 6 marzo - Lili Boniche, cantante algerino (n. 1922)
- 6 marzo - Peter Poreku Dery, cardinale e arcivescovo cattolico ghanese (n. 1918)
- 6 marzo - Reidar Flaa, calciatore norvegese (n. 1943)
- 7 marzo - Leonardo Costagliola, calciatore e allenatore di calcio italiano (n. 1921)
- 7 marzo - David Gale, matematico e economista statunitense (n. 1921)
- 7 marzo - Mario Gambazza, allenatore di calcio e calciatore italiano (n. 1924)
- 7 marzo - Francis Pym, politico britannico (n. 1922)
- 7 marzo - Ferdinand Fairfax, regista britannico (n. 1944)
- 7 marzo - Mario Schembri, calciatore maltese (n. 1956)
- 7 marzo - Luisa Isabel Álvarez de Toledo, nobildonna, scrittrice e storica spagnola (n. 1936)
- 8 marzo - Franco Paludetti, fumettista e illustratore italiano (n. 1924)
- 9 marzo - Samy Elmaghribi, cantante e musicista marocchino (n. 1922)
- 9 marzo - Raymond Cicurel, musicista e filosofo egiziano (n. 1920)
- 10 marzo - Giannina Cattaneo Petrini, politica italiana (n. 1908)
- 10 marzo - Otto Schnellbacher, giocatore di football americano e cestista statunitense (n. 1923)
- 11 marzo - Oreste Carpi, pittore italiano (n. 1921)
- 11 marzo - Akemi Negishi, attrice giapponese (n. 1934)
- 11 marzo - Phyllis Spira, ballerina sudafricana (n. 1943)
- 11 marzo - Dave Stevens, fumettista e illustratore statunitense (n. 1955)
- 11 marzo - Lia Varesio, attivista italiana (n. 1945)
- 12 marzo - Carlo Aristide Dal Sasso, politico e imprenditore italiano (n. 1920)
- 12 marzo - Delfo, cantante italiano (n. 1947)
- 12 marzo - Folke Eriksson, pallanuotista svedese (n. 1925)
- 12 marzo - Menchu Gal, pittrice spagnola (n. 1918)
- 12 marzo - Pino Gallotti, alpinista e ingegnere chimico italiano (n. 1918)
- 12 marzo - Erwin Geschonneck, attore tedesco (n. 1906)
- 12 marzo - Howard Metzenbaum, politico statunitense (n. 1917)
- 12 marzo - Károly Németh, politico ungherese (n. 1922)
- 12 marzo - Lazzaro Ponticelli, militare e supercentenario italiano (n. 1897)
- 12 marzo - Manlio Presel, calciatore italiano (n. 1923)
- 12 marzo - Jack Toomay, cestista e militare statunitense (n. 1922)
- 13 marzo - Franco Borsi, storico dell'architettura italiano (n. 1925)
- 13 marzo - Elizaveta Grigor'evna Gilel's, violinista e insegnante sovietica (n. 1919)
- 13 marzo - Isa Pizzoni, scultrice italiana (n. 1921)
- 14 marzo - Sal Carollo, attore statunitense (n. 1916)
- 14 marzo - Chiara Lubich, mistica italiana (n. 1920)
- 14 marzo - Pierre Mamie, vescovo cattolico svizzero (n. 1920)
- 15 marzo - Vytautas Kernagis, cantautore, attore e conduttore televisivo lituano (n. 1951)
- 15 marzo - George Low, astronauta e ingegnere statunitense (n. 1956)
- 15 marzo - Alfredo Núñez, calciatore cileno (n. 1960)
- 15 marzo - Sarla Thakral, aviatrice, pittrice e designer indiana (n. 1914)
- 16 marzo - Ivan Dixon, attore, produttore cinematografico e regista statunitense (n. 1931)
- 16 marzo - Lorenzo Ganadu, politico e avvocato italiano
- 16 marzo - Gary Hart, wrestler statunitense (n. 1942)
- 16 marzo - John Hewer, attore inglese (n. 1922)
- 16 marzo - Luitjen Jansen, bassista tedesco (n. 1947)
- 16 marzo - Bernard Rahis, calciatore francese (n. 1933)
- 16 marzo - Alma Manuela Tirone, medico, personaggio televisivo e imprenditrice italiana (n. 1952)
- 17 marzo - Claude Farell, attrice austriaca (n. 1914)
- 17 marzo - Enrico Fasana, indologo italiano (n. 1940)
- 17 marzo - Kim Goetz, cestista statunitense (n. 1957)
- 17 marzo - Lloyd Lamble, attore australiano (n. 1914)
- 17 marzo - Claus Luthe, designer tedesco (n. 1932)
- 17 marzo - Ninni Maina, cantante italiano (n. 1932)
- 17 marzo - Ken Watson, cestista e allenatore di pallacanestro australiano (n. 1919)
- 18 marzo - Teresa Bandini, violinista italiana (n. 1909)
- 18 marzo - Anthony Minghella, regista, commediografo e sceneggiatore britannico (n. 1954)
- 18 marzo - Oreste Rizzini, attore, doppiatore e dialoghista italiano (n. 1940)
- 18 marzo - Justin Wright, animatore, disegnatore e sceneggiatore statunitense (n. 1981)
- 19 marzo - Arthur C. Clarke, autore di fantascienza e inventore britannico (n. 1917)
- 19 marzo - Hugo Claus, scrittore, poeta e drammaturgo belga (n. 1929)
- 19 marzo - Andrea Dalia, giurista italiano (n. 1938)
- 19 marzo - Salvatore Distaso, statistico e politico italiano (n. 1937)
- 19 marzo - Philip Jones Griffiths, fotoreporter gallese (n. 1936)
- 19 marzo - Guglielmo Maetzke, archeologo e etruscologo italiano (n. 1915)
- 19 marzo - Paul Scofield, attore britannico (n. 1922)
- 20 marzo - Enrico Alderotti, giornalista e scrittore italiano (n. 1935)
- 20 marzo - Ferdinando Maria di Borbone-Due Sicilie, principe francese (n. 1926)
- 20 marzo - John Willem Nicolaysen Gran, vescovo cattolico norvegese (n. 1920)
- 20 marzo - Tom Kelly, cestista statunitense (n. 1924)
- 20 marzo - Luigi Sagrati, violista italiano (n. 1921)
- 21 marzo - Gadži Abašilov, giornalista russo (n. 1950)
- 21 marzo - Aurelio Ciacci, partigiano e politico italiano (n. 1927)
- 21 marzo - Klaus Dinger, batterista tedesco (n. 1946)
- 21 marzo - John List, assassino statunitense (n. 1925)
- 21 marzo - Alfredo Romagnoli, pittore italiano (n. 1915)
- 22 marzo - Gino Donè Paro, partigiano e rivoluzionario italiano (n. 1924)
- 22 marzo - Cachao, contrabbassista cubano (n. 1918)
- 22 marzo - Carlo Mezzanotte, costituzionalista italiano (n. 1942)
- 22 marzo - Franz Stigler, aviatore tedesco (n. 1915)
- 22 marzo - Red Stroud, cestista e allenatore di pallacanestro statunitense (n. 1941)
- 22 marzo - Adolfo Antonio Suárez Rivera, cardinale e arcivescovo cattolico messicano (n. 1927)
- 23 marzo - Rolf Schaffner, artista e scultore tedesco (n. 1927)
- 24 marzo - Neil Aspinall, manager e produttore discografico britannico (n. 1941)
- 24 marzo - Rafael Azcona, sceneggiatore spagnolo (n. 1926)
- 24 marzo - Raul Donazar Calvet, calciatore brasiliano (n. 1934)
- 24 marzo - Boris Dvornik, attore croato (n. 1939)
- 24 marzo - John E. Herlitz, designer statunitense (n. 1942)
- 24 marzo - Arthur V. Peterson, militare statunitense (n. 1912)
- 24 marzo - Dina Sassoli, attrice italiana (n. 1920)
- 24 marzo - Guerino Siligardi, calciatore italiano (n. 1924)
- 24 marzo - Richard Widmark, attore statunitense (n. 1914)
- 25 marzo - Ben Carnevale, cestista e allenatore di pallacanestro statunitense (n. 1915)
- 25 marzo - Austinu Casanova, politico francese (n. 1916)
- 25 marzo - Thierry Gilardi, giornalista e rugbista a 15 francese (n. 1958)
- 25 marzo - Dembo Jobarteh, musicista gambiano (n. 1976)
- 25 marzo - Abby Mann, sceneggiatore, produttore televisivo e drammaturgo statunitense (n. 1927)
- 25 marzo - Ugo Pizzarelli, militare italiano (n. 1918)
- 25 marzo - Georgij Schirtladze, lottatore sovietico (n. 1932)
- 26 marzo - Jean-Marie Balestre, dirigente sportivo francese (n. 1921)
- 26 marzo - Robert Fagles, traduttore, poeta e anglista statunitense (n. 1933)
- 26 marzo - Manuel Marulanda Vélez, guerrigliero colombiano (n. 1930)
- 26 marzo - Ramiro Navarro, calciatore messicano (n. 1943)
- 26 marzo - Aleksandr Tenjagin, calciatore sovietico (n. 1927)
- 27 marzo - Ina Ender, modella tedesca (n. 1917)
- 27 marzo - Mario Ercolani, banchiere italiano (n. 1913)
- 28 marzo - Valentino Fois, ciclista su strada italiano (n. 1973)
- 28 marzo - Kunio Lemari, politico marshallese (n. 1942)
- 28 marzo - Rosario Lo Verde, imprenditore e dirigente sportivo italiano (n. 1914)
- 28 marzo - Carla Prina, pittrice italiana (n. 1911)
- 29 marzo - Albert Alcalay, pittore e insegnante jugoslavo (n. 1917)
- 29 marzo - Rajko Mitić, calciatore e allenatore di calcio jugoslavo (n. 1922)
- 29 marzo - Dimitri Nicolau, compositore, pittore e librettista italiano (n. 1946)
- 29 marzo - Adelmo Ponzoni, calciatore italiano (n. 1932)
- 30 marzo - Marie-Francoise Audollent, attrice francese (n. 1943)
- 30 marzo - Glauco Coretti, fumettista italiano (n. 1922)
- 30 marzo - Gilbert Hunt, tennista e matematico statunitense (n. 1916)
- 30 marzo - Jim Mooney, fumettista statunitense (n. 1919)
- 30 marzo - Dith Pran, fotoreporter cambogiano (n. 1942)
- 31 marzo - Jules Dassin, regista e attore statunitense (n. 1911)
- 31 marzo - Marco Mignani, pubblicitario italiano (n. 1944)
- 31 marzo - Halszka Osmólska, paleontologa polacca (n. 1930)
- 31 marzo - Pippa Bacca, artista italiana (n. 1974)
- 31 marzo - Giuseppe Uncini, scultore e pittore italiano (n. 1929)